# 島袋美幸
島袋 美幸（しまぶくろ みゆき、1959年11月17日 - ）は、沖縄県出身の日本の女子プロゴルファー。

## 経歴
沖縄県立南部商業高等学校卒業。20歳からゴルフを始める。1984年、プロテスト合格。
1988年、賞金ランクで初めて50位以内の44位 。1989年は32位。1990年は22位。 
1991年、「中京テレビ・ブリヂストンレディスオープン」では通算4アンダーで並んだ葉蔚芳とのプレーオフを制してツアー初優勝。賞金ランク13位。
1992年、優勝なく賞金ランク23位。
1993年、「リゾートトラスト・クリナップレディス」では通算1オーバー、2位・森口祐子に1打差で初日から首位を守った完全優勝。
1994年から1997年はシード権獲得を継続するも優勝なし。
1998年、「中京テレビ・ブリヂストンレディスオープン」で通算3アンダーで並んだ具玉姫とのプレーオフにもつれたが敗れた。
1999年、「廣済堂レディスゴルフカップ」でも通算1アンダーで並んだ安井純子とのプレーオフに敗れた。
2000年、「住友ＶＩＳＡ太平洋クラブレディース」で通算9アンダーで並んだ山田かよとのプレーオフを制し、7年ぶりの優勝。
2001年、「フジサンケイレディスクラシックで通算1オーバー、2位・李知姫、坂上晴美に1打差で優勝。「日本女子オープンゴルフ選手権競技」では初日こそ高村亜紀に1打差の2位タイだったものの、2日目の6番ホールでホールインワンを記録するなど同日以降は首位をキープ。通算14オーバー・4日間で302というスコアだったが2位・岡本綾子に4打差をつけて公式戦初優勝。同年の賞金獲得額は5,505万円余、順位7位とも自己最高で14年連続で賞金シード獲得。
2002年以降はツアー優勝、シード権獲得から遠ざかった。
2010年、レジェンズツアーのLPGAレジェンズチャンピオンシップで優勝。

## 成績

### JLPGAツアー優勝 (5)
| No. | 日程                 | 大会名                                   | スコア                | 2位との差  | 2位（タイ） |
| --- | -------------------- | ---------------------------------------- | --------------------- | ---------- | ----------- |
| 1   | 1991年5月24-26日     | 中京テレビ・ブリヂストンレディスオープン | -4 (70-72-70=212)     | プレーオフ | 葉蔚芳      |
| 2   | 1993年7月16-18日     | リゾートトラスト・クリナップレディス     | +1 (68-76-73=217)     | 1打        | 森口祐子    |
| 3   | 2000年7月21-23日     | 住友ＶＩＳＡ太平洋クラブレディース       | -9 (69-67-71=207)     | プレーオフ | 山田かよ    |
| 4   | 2001年8月31日-9月2日 | フジサンケイレディスクラシック           | +1 (73-71-70=214)     | 1打        | 李知姫      |
| 5   | 2001年9月27-30日     | 日本女子オープンゴルフ選手権競技         | +14 (71-75-77-79=302) | 4打        | 岡本綾子    |

※太字は公式戦

### レジェンズツアー
- LPGAレジェンズチャンピオンシップ (2010年)